# Abel P. Upshur
Abel Parker Upshur, född 17 juni 1790 i Northampton County i Virginia, död 28 februari 1844, var en amerikansk politiker (whigpartiet).
Han studerade vid Yale University och College of New Jersey (numera Princeton University). Han studerade därefter juridik i Virginia och inledde sin karriär som advokat 1810. Han hade en framgångsrik advokatbyrå i Richmond, Virginia. Han var aktiv i delstatspolitiken, bl.a. som ledamot av Virginia House of Delegates, underhuset i delstatens lagstiftande församling.
Upshurs politiska karriär gick framåt när John Tyler blev USA:s president. Upshur tjänstgjorde som USA:s marinminister 1841–1843 och sedan som utrikesminister 1843–1844. Under den korta tiden som utrikesminister arbetade han för annekteringen av Texas. Han arbetade på fördraget tillsammans med Texas ambassadör i USA Isaac Van Zandt fram till sin död.
Upshur dog i en explosion ombord ångfartyget USS Princeton. Hans grav är på kongressens begravningsplats Congressional Cemetery i Washington, D.C.